# Skopowina
Skopowina – mięso otrzymywane z wykastrowanych samców owcy, czyli skopów. W niektórych regionach Polski określenie to może dotyczyć wszelkiej baraniny.